# Stenoscaptia aroa
Stenoscaptia aroa là một loài bướm đêm thuộc phân họ Arctiinae, họ Erebidae.